# Hilarión de Kiev

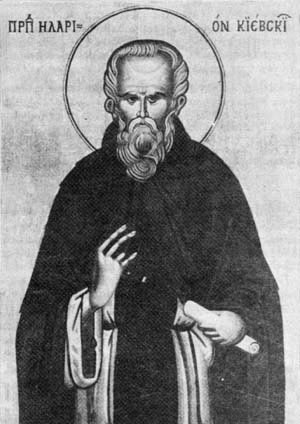
Icono representando a San Hilarión.

Hilarión (en ruso: Иларион; fallecido antes de 1054) fue obispo metropolitano de Kiev y toda Rus. Vivió en la Rus de Kiev en el siglo XI, en el reinado de Yaroslav I el Sabio, hijo de Vladímir I de Kiev. Es recordado como el primer eslavo en alcanzar el rango de metropolitano elegido por un concilio de obispos rusos. La Iglesia ortodoxa rusa había estado hasta entonces sujeta a las decisiones del patriarca de Constantinopla, y todos sus metropolitas habían sido griegos bizantinos, nombrados para la sede metropolitana del Rus de Kiev por disposición del poder de Constantinopla. Es venerado como santo por la Iglesia ortodoxa rusa y se lo recuerda el 21 de octubre.

## Biografía
Hilarión, según la Crónica de Néstor, sirvió como sacerdote o monje en la residencia principesca de Bérestove, situada no lejos de Kiev. Fue padre espiritual y amigo del príncipe Yaroslav I el Sabio. En la crónica se lo describe como un monje «virtuoso y sabio», dedicado al ascetismo, que practicaba en una cueva poco profunda excavada en una colina boscosa cerca del río Dniéper, donde pasaba las horas orando y cantando himnos religiosos. Allí existía una comunidad de monjes que así vivían, siguiendo el ejemplo del primero que lo hizo, un monje asceta llamado Antonio). Posteriormente se construyó el monasterio de las Cuevas de Kiev en ese emplazamiento.
Hilarión, por otro lado, fue autor de numerosos libros teológicos que atestiguan un profundo conocimiento en este campo. A la muerte del metropolitano Theopemptus, el Rus de Kiev se encontraba en conflicto político y religioso con Constantinopla, por lo que los obispos reunidos en concilio resolvieron establecer un metropolitano independiente en Kiev, no sujeto a Constantinopla. Lucas Zhidiata, obispo de Nóvgorod, se mostró en contra de la separación, por lo que fue confinado en el monasterio de las Cuevas hasta su muerte en 1060.
Hilarión era conocido entre la jerarquía religiosa del Rus de Kiev por su gran espiritualidad y sus conocimientos en el campo teológico. En particular, la elección recayó en su persona por la elegía compuesta por él en homenaje al príncipe Vladímir, conocida como Sermón sobre la ley y la gracia, en la que Hilarión da una argumentación teológica a la formación de la iglesia rusa, incluyéndola en la salvación de Dios. Por otro lado, tenía el apoyo político del príncipe Yaroslav, lo que no era un factor menos importante para su elección.
Nombrado metropolitano en 1051 en la catedral de Santa Sofía y reconocido incluso por el patriarca de Constantinopla, Hilarión no ejercerá como metropolitano durante mucho tiempo. Aunque los cronistas no mencionan la fecha exacta de su muerte, sí nos dicen que ya había fallecido en el momento de la muerte del príncipe Yaroslav, acaecida el 20 de febrero de 1054, y que en 1055 fue elegido un nuevo metropolitano, Efrem. Fue enterrado en el monasterio de las Cuevas de Kiev.

## Obras
Sus obras más reconocidas son:
- Sermón sobre la ley y la gracia.
- Confesión de fe.
- Sermón sobre el beneficio espiritual de todos los cristianos.
- Una palabra para el hermano estilita o Slovo k bratu stólpniku (del ruso: Слово к брату столпнику), una colección de instrucciones para los sacerdotes.